# Banarsi
Banarsi è una suddivisione dell'India, classificata come census town, di 10.648 abitanti, situata nel distretto di Raipur, nello stato federato del Chhattisgarh. In base al numero di abitanti la città rientra nella classe IV (da 10.000 a 19.999 persone).

## Geografia fisica
La città è situata a 21° 10' 51 N e 81° 43' 00 E.

## Società

### Evoluzione demografica
Al censimento del 2001 la popolazione di Banarsi assommava a 10.648 persone, delle quali 5.521 maschi e 5.127 femmine. I bambini di età inferiore o uguale ai sei anni assommavano a 1.365, dei quali 722 maschi e 643 femmine. Infine, coloro che erano in grado di saper almeno leggere e scrivere erano 7.729, dei quali 4.458 maschi e 3.271 femmine.